# Gabriel Keramik

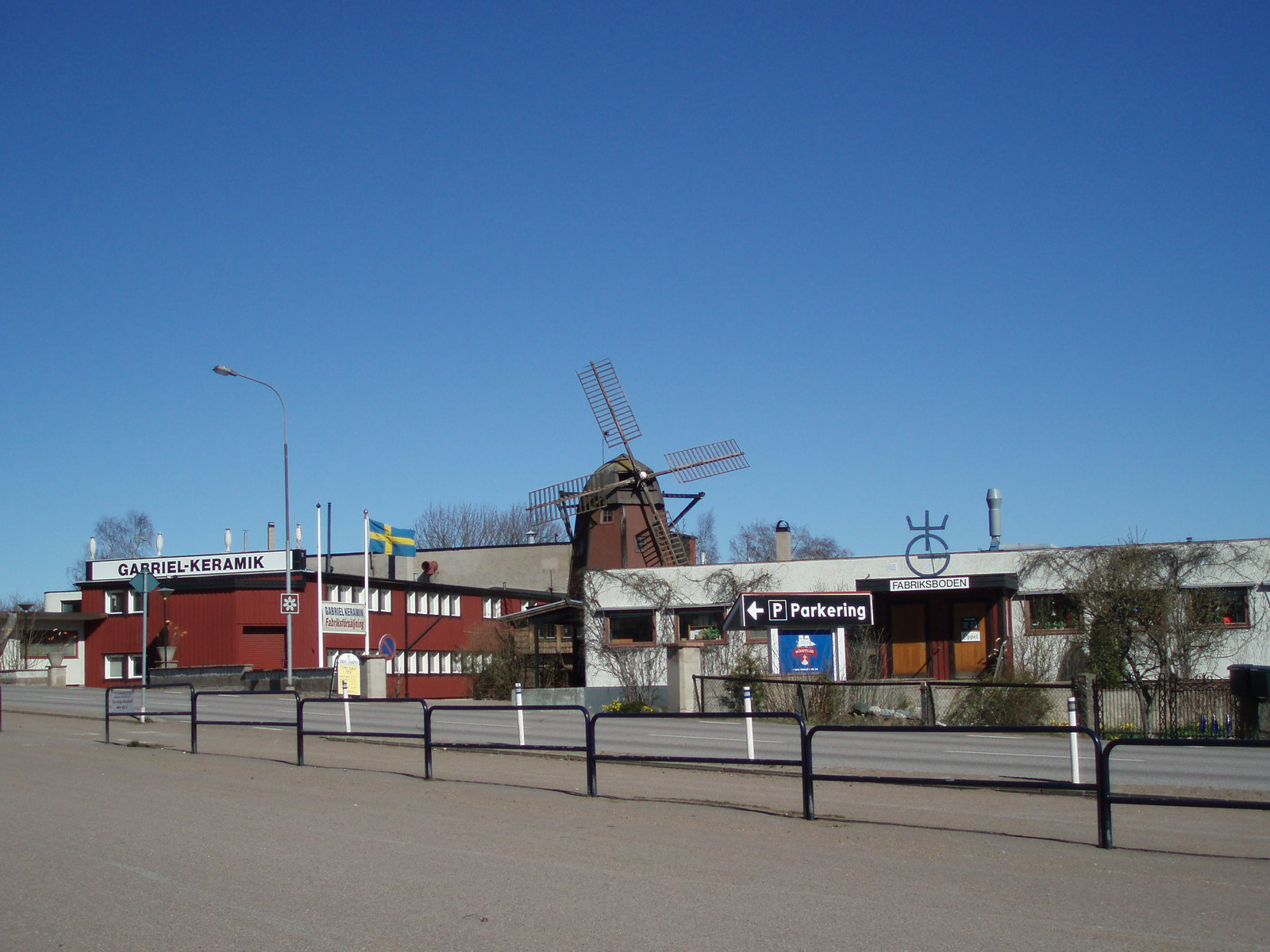
Den gamla kvarnen har använts för produktionen

Gabriel Keramik är en keramikfabrik belägen i Timmernabben i Småland. Godset därifrån är vanligtvis märkt med ordet Gabriel eller ett stiliserat G med en treudd. Gabriel Keramik skapades 1925 av konstnären och grafikern Gabriel Burmeister då han köpte upp lokalerna från den då precis nedlagda keramikfabriken Tillinge Fajansfabrik.
Under 2000-talet har Gabriel Keramik alltmer kommit att fokusera på nytillverkning av kakelugnar.